# Oton Berkopec
Oton Berkopec, slovenski akademik, bibliotekar, literarni zgodovinar, predavatelj in publicist ter prevajalec* 6. december 1906, Vinica, † 16. september 1988, Ljubljana.

## Življenje in delo
Rodil se je  leta 1906 očetu Jožefu, ki je bil čevljar in mami Mariji, ki je bila po poklicu babica. Leta 1918 je začel obiskovati realno gimnazijo v Novem mestu. Slavistiko je študiral v Ljubljani in Pragi, kjer je leta 1936 tudi doktoriral. Skoraj 50 let se je  vsestransko vključeval v kulturno življenje na Češkem. Opravljal je razne dolžnosti s področja bibliotekarstva in prevajanja: v letih 1929-1946 je delal kot bibliotekar v Slovanski knjižnici, nato v univerzitetni knjižnici in bil v letih 1958-1971 znanstveni sodelavec češke akademije znanosti (Bibliografije slavik v češkem tisku pri Akademiji znanosti v Pragi). Nekaj let pred 2. svetovno vojno in po njej je bil tudi lektor slovenščine na Karlovi univerzi v Pragi. Kot znanstveni sodelavec se je leta 1958 zaposlil na Slovanskem inštitutu Češkoslovaške akademije znanosti, kjer je po upokojitvi vodil bibliografski oddelek slavik. V Ljubljano se je vrnil leta 1977. Berkopec se je ukvarjal  zlasti z literaturnimi in kulturnimi stiki med slovanskimi narodi, posebno na področju književnih vezi med Čehi in Slovenci. Njegova publicistika obsega okrog 5000 enot. Člankov in razprav ni objavljal le v dnevnih listih, temveč pogosto tudi v uglednih čeških revijah kot so bile: Slovanský prêhled, Češkoslovensko-jihoslovansko revue, Slavia itd. ter v časnikih kot so České slovo, Rudé právo, Literárni noviný itd.
 Pomembne so njegove bibliografije, zlasti v knjigi, ki je izšla 1940 v Pragi Česká a slovenská literatura, divadlo, jazykozpyt s národopis v Jugoslavii. Bibliografie od roku 1800-1935.(COBISS) Literarnozgodovinske prispevke, npr. o Prešernu, Cankarju, Vorancu pri Čehih je objavljal v slovenski in češki strokovni literaturi, zbornikih, revijah in enciklopedijah ter kot predgovore k prevodom iz slovenščine. V čeških publikacijah je objavil veliko člankov, v katerih je poročal o novih knjigah, predstavljal življenjepise in dela jugoslovanskih književnikov ter obravnaval medsebojne stike. Bil je prevajalec v obeh smereh; v češčino je prevajal Cankarja, Bevka, Pečjaka, Perocijevo in druge, v slovenščino pa Čapka, Langerja,  Majerjevo in druge. Na Češkem je bil za svoje delo deležen številnih častnih funkcij in priznanj. Bil član znanstvenega sveta Slovanske knjižnice, član knjižne komisije Slovanskega inštituta in sourednik strokovne revije Knihovna ter imenovan za častnega člana Društva književnih prevajalcev Slovenije in član Matice srpske in združenja za literarne vede (Literárněvědná společnost) pri ČSAV. Njegove zasluge za znanstveno in kulturno delo so bile priznane tudi v domovini: bil je častni član Društva književnih prevajalcev Slovenije (1962), leta 1971 je postal dopisni in 1981 redni član Slovenske akademije znanosti in umetnosti. Za življenjsko delo na področju knjižničarstva je leta 1981 prejel Čopovo diplomo. Z njegovo prevajalsko dejavnostjo se je izboljšala raven prevodov iz slovenščine in ostalih južnoslovanskih jezikov v češčino. K prevajanju slovenske lirike je spodbujal tudi mlade prevajalce. 